# حسين شيخ عبد الرحمن
حسين شيخ عبد الرحمن هو قاضي وسياسي صومالي، ولد في 1941، وتوفي في 16 مايو 2016 في مينيابوليس في الولايات المتحدة. نشط حزبياً في الحزب الاشتراكي الثوري الصومالي. وقد انتخب وزير الدفاع ‏.